# Pachyta bicuneata
Pachyta bicuneata là một loài bọ cánh cứng trong họ Cerambycidae.